# Чинарли (Ходжавендський район)
Чинарли (азерб. Çinarlı; до 2020 року — Венг, азерб. Vəng) — село в Ходжавендському районі Азербайджану, підпорядковане Гадрутській селищній раді.
Під час вірменської окупації село називалося Ванк, що в перекладі з вірменської, означає монастир.
20 жовтня 2020 року було звільнено військами Азербайджану під час нового етапу війни в Нагірному Карабасі. 27 жовтня перейменоване на сучасну назву.

## Пам'ятки
У селі розташований монастир «Спітак хач» (укр. Білий хрест) 1735 р., цвинтар 12-19 століть, хачкар 12-14 століть.